# Peinture sur soie de l'empereur Go-Daigo
La peinture sur soie de l'empereur Go-Daigo est un portrait et une peinture bouddhiste de l'empereur Go-Daigo de la période Nanboku-chō. 
Le 7 avril 1900, il est désigné comme bien culturel important. 

## Histoire
La peinture a été supervisée par le prêtre bouddhiste et protecteur de l'empereur Go-Daigo, Bunkanbo Koshin. 
En tant qu'empereur du Japon plutôt qu'empereur cloîtré, Go-Daigo reçut la plus haute Abhisheka (cérémonie de couronnement) du bouddhisme Shingon. Il fut uni à Vajrasattva, un bodhisattva, en tant qu'empereur séculier, et devint un symbole de l'unification de la loi royale, le bouddhisme, et le shintoïsme sous le Sanja-takusen, dans lequel les trois symboles divins étaient écrits. 
Après la fin de la guerre civile des dynasties du Nord et du Sud, le portrait a été transféré au temple principal de la secte Tokishu, le Shōjōkō-ji (préfecture de Kanagawa Fujisawa, Kanagawa), par le 12e Yūkyō Shōnin, un cousin de Go-Daigo et le fondateur de la secte Tokishu. Pendant la période Sengoku, il est devenu un objet de culte pour la secte Tokimune de l'époque, et des copies ont été réalisées. 
Parce qu'il est directement lié à la théorie de la royauté dans la restauration de Kenmu, il est important dans l'histoire de l'art, l'histoire de la religion et l'histoire politique. On dit qu'il montre la royauté légitime en tant que protecteur du Vajrayana succédant à son père, l'empereur Go-Uda, ainsi que la royauté politique et religieuse harmonieuse comme sous le règne du prince Shōtoku.